# Steve Carr
Steve Carr, né à Brooklyn, New York, est un américain et réalisateur de film, directeur de clip vidéo ainsi que producteur de films.

## Biographie

### Carrière
Peu de temps après avoir obtenu son diplôme de SVA, il parvint à convaincre Russell Simmons de lui laisser la conception de toutes les pochettes d'album pour Def Jam Records. Il commença ainsi à réaliser des clips vidéos, notamment Hard Knock Life (Ghetto Anthem), un album de Jay-Z.
Après avoir réalisé un certain nombre de clips vidéos, il fut embauché par Ice Cube pour diriger la suite de son film à succès Friday. Cette comédie fut le premier long-métrage de sa carrière. Par la suite, il a dirigé les films Docteur Dolittle 2, École paternelle, On arrête quand ?, Basket Academy et Paul Blart : Super Vigile. Il a également dirigé un segment dans My Movie Project et fut à la tête du téléfilm La Fille du Père Noël, produit en 2006 mettant en vedette Jenny McCarthy, ainsi que sa suite, La Fille du Père Noël 2 : Panique à Polaris.

## Filmographie

### Réalisateur
- 2000 : Next Friday
- 2001 : Docteur Dolittle 2
- 2003 : École paternelle
- 2005 : Basket Academy
- 2007 : On arrête quand ? (Are We Done Yet?)
- 2009 : Paul Blart : Super Vigile
- 2013 : My Movie Project (un segment)
- 2016 : La 6e, la pire année de ma vie (Middle School: The Worst Years of My Life)
- 2018 : Freaky Friday (en)